# Olaf Heukrodt
Olaf Heukrodt (Magdeburgo, 23 de janeiro de 1962) é um velocista alemão na modalidade de canoagem.
Foi vencedor da medalha de Ouro em C-1 500 metros em Seul 1988.